# کالج هانتر
کالج هانتر (به انگلیسی: Hunter College) یکی از کالج‌های اصلی سامانه آموزشی شهر نیویورک می‌باشد که در شمال شرقی شهر «منهتن» و در محله لنکس هیل قرار دارد. 
این کالج در سال ۱۸۷۰ توسط «توماس هانتر» جهت تعلیم و تربیت معلمان زن تأسیس گردید.
در حال حاضر کالج هانتر که به صورت مختلط دانشجو می‌پذیرد در زمینه‌های مختلفی از قبیل هنرهای آزاد، علوم،... ارائه آموزش می‌دهد.
دانشجویان در مقاطع تحصیلی لیسانس و فوق لیسانس امکان گرفتن مدرک تحصیلی را دارند.

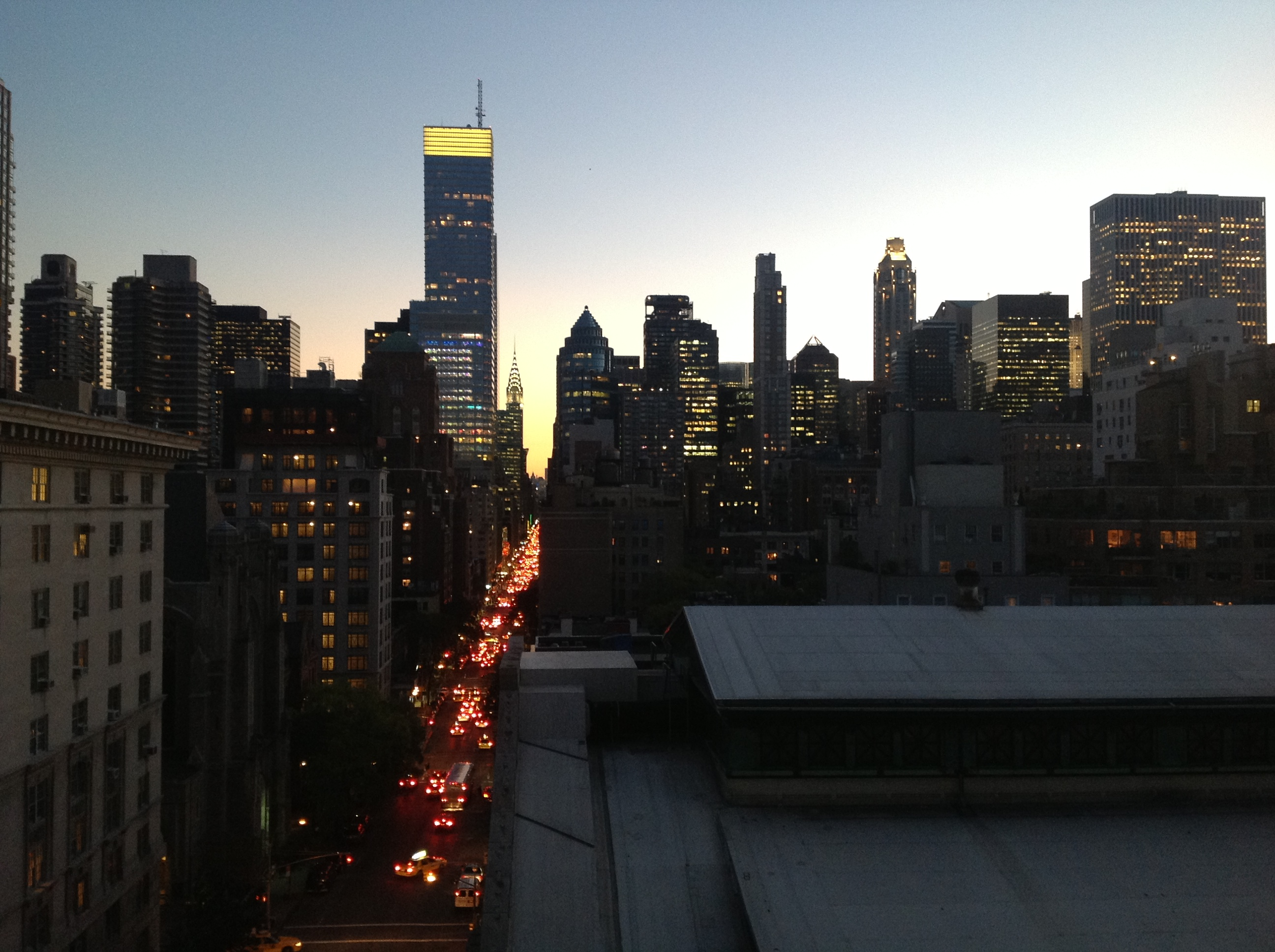
بر فراز هانتر کالج (نمایی از منهتن)